# Qalay-I-Zal
Qalay-I-Zal is een stad en gelijknamig district in de provincie Kunduz, in het noorden van Afghanistan. De bevolking werd in 2006 geschat op 15.300 inwoners.